# Albert Spencer (7e comte Spencer)
Pour les articles homonymes, voir Albert Spencer et Comte Spencer.
Albert Edward John « Jack » Spencer, 7e comte Spencer (The 7th Earl Spencer), né le 23 mai 1892 à Londres et mort le 9 juin 1975 à Northampton, dit l’honorable Albert Spencer (The Honourable Albert Spencer) jusqu'en 1910 et vicomte Althorp (Viscount Althorp) de 1910 à 1922, est un pair britannique.

## Biographie
Fils de Charles Spencer (1857-1922), 6e comte Spencer, et de l'honorable Margaret Baring, petit-fils de Frederick Spencer et d'Edward Baring.
Il fut marié à Cynthia Hamilton et ont eu deux enfants ; Lady Anne Spencer, née en 1920 et Edward Spencer, né en 1924, 8e comte Spencer, père de Lady Diana Spencer, épouse du prince Charles, prince de Galles et héritier du trône britannique.